# Silent Hunterシリーズ
Silent Hunterは、1996年にAeon Electronic Entertainmentから発売された初作から、ユービーアイソフトによる現在の最新作まで至る、第二次世界大戦時の潜水艦シミュレーションゲームのシリーズである。プレイヤーは第二次世界大戦時に投入された、ドイツ軍もしくはアメリカ軍の潜水艦を操縦し、戦場のパトロールや実戦のミッションを行う。
現在の最新作は、2010年に発売されたSilent Hunter: Battle of the Atlanticで、シリーズ5作目にあたる。プラットフォームはMicrosoft Windows。

## ゲーム内容
第二次世界大戦時の環境が、3Dのコンピューターグラフィックスを用いた技術で詳細に再現され、実在したドイツ軍／アメリカ軍の潜水艦が用意されている。大西洋の戦いやミッドウェイ海戦などの主要な海戦が再現されている。
船内の機能は多数あり、船員管理や魚雷管理、ソナーやレーダー監視、目標設定などプレイヤーはそれらを手動で行う。ある程度のシステムなどに関する知識が要求され、習得に多少時間がかかる部分もある。
Silent Hunter lllからは完全なコンピューターグラフィックスとなっている。戦場パトロールのミッションは、Silent Hunter 4から設定された新しい内容である。

## シリーズ作品
- Silent Hunter : 1996年発売。
- Silent Hunter II : 2001年発売。
- Silent Hunter III : 2005年発売。
- Silent Hunter 4 : 2007年発売。
- Silent Hunter 5 : 2010年発売。